# François-Antoine Herman
Pour les articles homonymes, voir Herman.
François-Antoine Herman est un diplomate français né le 30 mars 1758 à Sélestat et mort à Paris le 29 septembre 1837. Il est le père d'Antoine Édouard Herman, préfet.

## Biographie
Consul général de France à Londres de 1789 à 1792, ce rejeton de la magistrature alsacienne, fils du dernier procureur du conseil souverain d'Alsace, émigre durant la Révolution française. Rentré sous le Consulat, il est nommé premier secrétaire de légation de l'ambassade française à Madrid en novembre 1801, puis est envoyé comme consul général de France à Lisbonne en mars 1806. 
Connu pour sa probité, il est employé par Napoléon pour faire fonction de ministre de l'intérieur et des finances du Portugal en 1807 jusqu'au retrait des troupes françaises du pays en août 1808.
Le général Maximilien Sébastien Foy raconte : « un ancien commissaire ordonnateur des armées françaises, Luuyt, fut nommé secrétaire d’État de la guerre et de la marine ; le commissaire impérial Herman fut affecté à l’intérieur et aux finances ; l’intendance générale de police, dont la législation de Pombal avait fait un ministère plus important que tous les autres, fut réservée à un Français, Lagarde que l’Empereur envoyait d’Italie ; l’inspecteur aux revues, Viennot-Vaublanc, fut secrétaire du gouvernement. »

Napoléon le chargea de lever  une contribution de 100 millions de francs sur les Portugais qui venaient d'être ruinés par la fin de leur commerce avec les Anglais. En 1811, il est envoyé en mission à Berlin comme commissaire pour la liquidation des contributions arriérées mais refuse ensuite le poste de consul général à Kœnigsberg.
Il reste ensuite inemployé plusieurs années. De janvier à décembre 1822, il revient brièvement aux affaires comme directeur des Affaires politiques au ministère des Affaires Étrangères, durant la période où ce portefeuille est détenu par le duc de Montmorency. La même année, Herman est créé conseiller d'État en service extraordinaire et commandeur de la Légion d'honneur.
Il est l'auteur d'un ouvrage historique publié après sa mort : Histoire de la rivalité des Français et des Anglais dans l'Inde, tirée des papiers de feu M. François-Antoine Herman (Paris : Charpentier, 1847, XV-344-VIII p.)

### Sources
- Jacques Henri-Robert : Dictionnaire des diplomates de Napoléon (Kronos, 1990)
- Nouvelle biographie générale depuis les temps les plus reculés jusqu'à nos jours (1861) par  Jean-Chrétien Hoefer, p. 351